# Karlsruhe-klass
Karlsruhe-klassen bestod av två lätta kryssare som byggdes för den tyska kejserliga marinen före början av första världskriget. Fartygen - SMS Karlsruhe och Rostock - var mycket lika de tidigare kryssarna i Magdeburg-klassen, med samma bestyckning och liknande pansar, även om de var större och snabbare. Båda fartygen byggdes 1911 och sjösattes med en dags mellanrum, den 11 och 12 november 1912. Karlsruhe anslöt sig till flottan i januari 1914, men utrustningsarbetet pågick något längre på hennes syster; Rostock togs i bruk månaden därpå.
Båda fartygen hade en kort tjänstgöringsperiod. Karlsruhe började sin karriär i Västindien och anlände till området i juli 1914, några dagar innan första världskriget bröt ut. När kriget väl började beväpnade hon passagerarfartyget SS Kronprinz Wilhelm så att de tillsammans kunde utföra räder mot brittisk sjöfart. Efter en måttligt framgångsrik tjänstgöringsperiod, under vilken Karlsruhe sänkte sexton handelsfartyg och framgångsrikt undvek brittiska kryssare, sjönk hon efter en oavsiktlig intern explosion den 4 november 1914. De flesta i besättningen dödades i förlisningen, men de överlevande återvände till Tyskland på en av Karlsruhes medföljande kolläktare i december.
Rostock tjänstgjorde som torpedbåtsflottiljledare i Högsjöflottan efter att ha tagits i bruk; hennes flottilj skyddade ofta slagkryssarna i första spaningsgruppen, bland annat under slaget vid Doggers Bankar i januari 1915 och vid operationer utanför den brittiska kusten i början av 1916. Hon var hårt ansatt under Skagerrakslaget den 31 maj-1 juni 1916 som en del av skärmen för högsjöflottan. I de intensiva nattliga striderna som ägde rum när den tyska flottan slog igenom den brittiska eftertruppen torpederades Rostock av en brittisk jagare, vilket gjorde att fartyget blev immobiliserat. Rostock bogserades av flera torpedbåtar, men tidigt på morgonen den 1 juni lokaliserade kryssaren HMS Dublin henne. För att förhindra att britterna tog henne till fånga sänkte tyskarna fartyget efter att ha evakuerat besättningen.

## Design
Karlsruhe-klassen påbörjades 1910 och var en stegvis förbättring av den tidigare Magdeburg-klassen. Karlsruhe och Rostock var snabbare och hade ett större, mer rakt skrov och större deplacement, men hade samma beväpning och pansar. Karlsruhe beställdes som Ersatz Seeadler och kölsträcktes 1911 vid Germaniawerft-varvet i Kiel med byggnadsnummer 181. Hon sjösattes den 11 november 1912 och togs i bruk i flottan den 15 januari 1914. Rostock beställdes som Ersatz Geier och kölsträcktes 1911 på Howaldtswerke-varvet i Kiel med byggnadsnummer 560. Sjösättningsceremonierna ägde rum den 12 november 1912, en dag efter sin syster. Hon färdigställdes den 5 februari 1914, det datum då hon anslöt sig till flottan.

### Dimensioner och maskineri
Fartygen i Karlsruhe-klassen var 139 meter långa vid vattenlinjen och 142,20 meter långa totalt. De hade en bredd på 13,70 meter och ett djupgående på 5,38 meter framåt och 6,20 meter bakåt. De hade en deplacement på 4 900 ton, vilket ökade till 6 191 ton vid full last. Skrovet var konstruerat med längsgående stålramar och innehöll femton vattentäta skott och en dubbelbotten som sträckte sig över 45 procent av skrovets längd. Fartygen hade en besättning på arton officerare och 355 värnpliktiga. Karlsruhe och Rostock hade ett antal mindre fartyg ombord, bland annat en piketbåt, en pråm, en kutter och fyra jollar. Efter 1915 hade Rostock fått utsiktsposter installerade på sina master. Den tyska flottan ansåg att båda fartygen hade en god sjöduglighet. De drabbades dock av lätt lovgirighet och avdrift. De var manövrerbara men styrde långsamt in i en sväng. Deras tvärgående metacentriska höjd var 0,79 meter.
Karlsruhe och Rostock drevs av två uppsättningar ångturbiner, som var och en drev en trebladig propeller med en diameter på 3,50 meter. Varje turbin var uppdelad i ett eget maskinrum; ångan levererades av tolv koleldade vattenrörspannor och två oljeeldade vattenrörspannor uppdelade på fem pannrum. Framdrivningssystemet var dimensionerat till 26 000 axelhästkrafter (19 000 kW) och en topphastighet på 27,8 knop (51,5 km/h), men båda fartygen överträffade dessa siffror betydligt vid hastighetsförsök. Karlsruhe gjorde 37 885 shp (28 251 kW) vid 28,5 knop (52,8 km/h) och Rostock nådde 43 628 shp (32 533 kW) och 29,3 knop (54,3 km/h). Den konstruerade kapaciteten för kol och olja var 400 ton respektive 70 ton, även om interna utrymmen kunde rymma upp till 1 300 ton respektive 200 ton. Den elektriska kraften levererades av två turbogeneratorer med en effekt på 240 respektive 200 kilowatt vid 220 volt.

### Bestyckning och pansar
Karlsruhe och Rostock var bestyckade på samma sätt som de tidigare kryssarna i Magdeburg-klassen. De hade ett huvudbatteri med tolv 10,5 cm SK L/45-kanoner i enkelfästen. Två var placerade sida vid sida framåt på fördäck, åtta var placerade mittskepps, fyra på vardera sidan och två var placerade sida vid sida akterut. Kanonerna hade en maximal elevation på 30 grader, vilket gjorde att de kunde bekämpa mål på upp till 12 700 meter. De fick 1 800 patroner, dvs. 150 patroner per kanon. Fartygen var också utrustade med ett par 50 cm torpedtuber med fem torpeder nedsänkta i skrovet på bredsidan. De kunde också medföra 120 sjöminor.
Fartygens pansar var också identiskt med den föregående klassen. De skyddades av ett pansarbälte vid vattenlinjen som var 60 mm tjockt mittskepps; bältet reducerades till 18 mm framåt. Aktern var inte bepansrad. Besiktningstornet hade 100 mm tjocka sidor och ett 20 mm tjockt tak. Däcket var täckt med 60 mm tjock pansarplåt framåt, 40 mm mittskepps och 20 mm bakåt. En sluttande pansarplåt med en tjocklek på 40 mm förband däcket med bältespansarplåten.

## Tjänstgöring

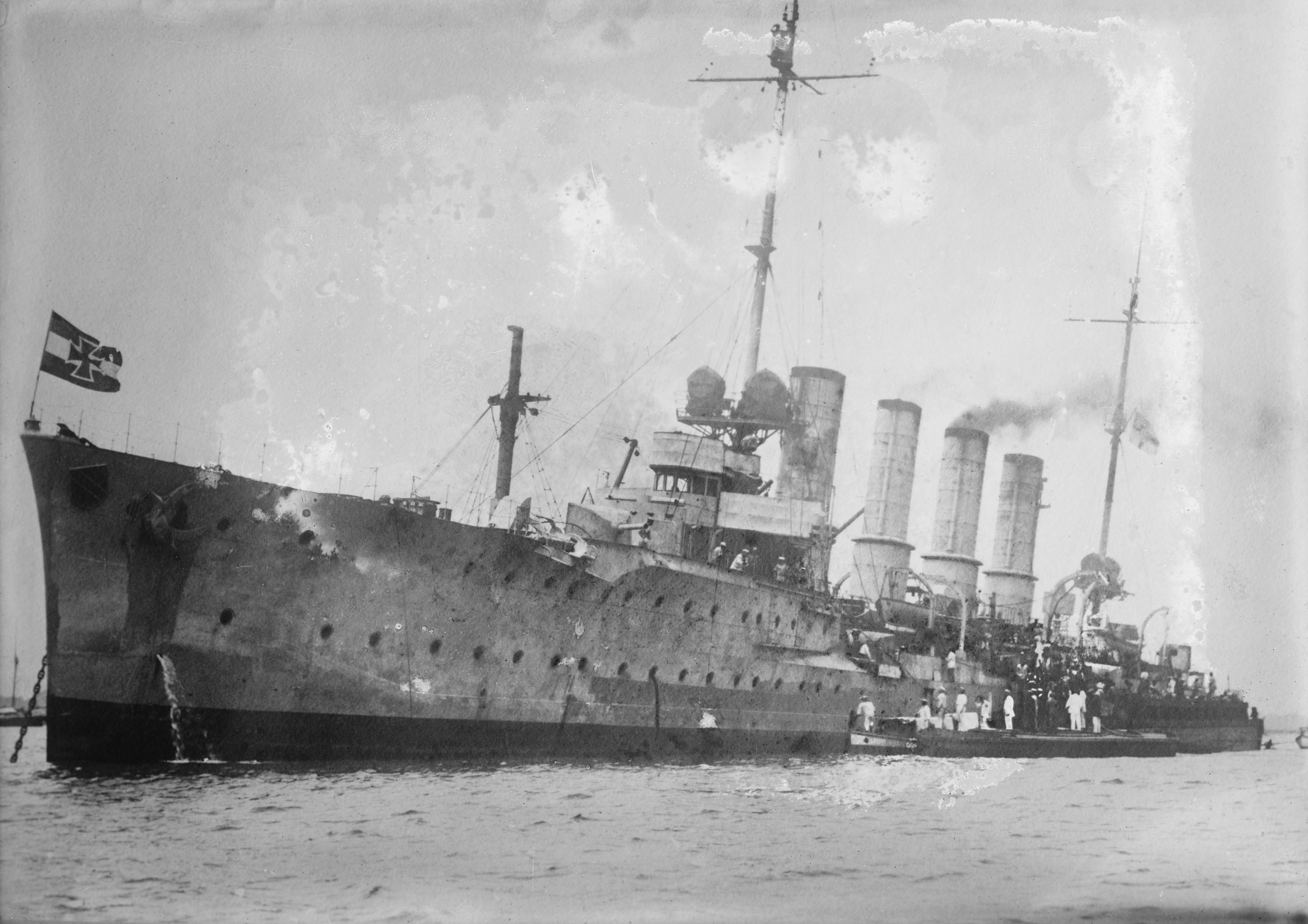
Karlsruhe bunkrar i San Juan

### SMSKarlsruhe
Efter att ha tagits i bruk tjänstgjorde Karlsruhe i Västindien, där hon skulle avlösa kryssaren Dresden. Hon anlände till området i juli 1914, få dagar innan första världskriget bröt ut. När kriget började beväpnade hon passagerarfartyget SS Kronprinz Wilhelm så att det kunde användas som hjälpkryssare, men medan fartygen överförde utrustning upptäckte brittiska kryssare dem och förföljde Karlsruhe. Med sin överlägsna hastighet lyckades hon fly, varefter hon opererade utanför Brasiliens nordöstra kust.
Karlsruhe bunkrade i Puerto Rico, som tillhörde det då neutrala USA, innan hon styrde mot Brasilien. Utanför den brasilianska kusten kapade eller sänkte hon sexton fartyg på totalt 72 805 bruttoregisterton (BRT) medan hon undvek sina förföljare. Fartygets kapten beslutade sedan att operera mot sjöfartslederna till Barbados. Under resan den 4 november 1914 förstörde en spontan explosion fartyget och dödade majoriteten av besättningen, inklusive kaptenen. De överlevande använde en av Karlsruhes försörjningsbåtar för att återvända till Tyskland i december 1914.

### SMSRostock

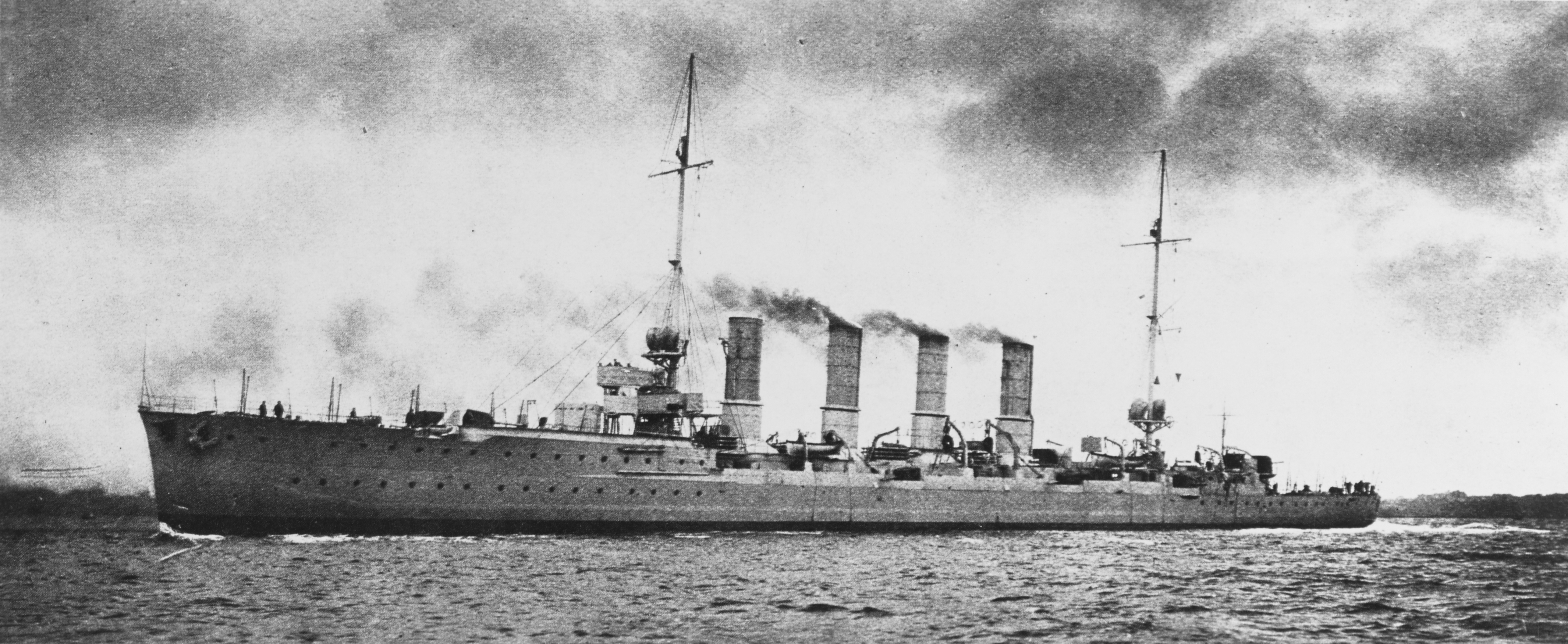
Rostock

Rostock tjänstgjorde i Högsjöflottan som ledare för torpedbåtsflottiljer under hela sin karriär. Hon tjänstgjorde på flankerna för både konteramiral Franz von Hippers slagkryssare i första spaningsgruppen vid operationerna mot den brittiska kusten och slaget vid Doggers Bankar. Under slaget överföll brittiska slagkryssare den tyska eskadern i ett bakhåll och sänkte pansarkryssaren Blücher. I april 1916 skyddade hon återigen slagkryssarna under beskjutningen av Yarmouth och Lowestoft, under vilken Rostock och fem andra kryssare kortvarigt angrep den brittiska Harwichstyrkan.
Hon utsågs till att skydda högsjöflottan under Skagerrakslaget den 31 maj-1 juni 1916. Hon deltog i många insatser vid Jylland och bekämpade flera brittiska lätta styrkor, bland annat genom att hjälpa till med att förstöra jagarna HMS Nomad och Nestor. Rostocks deltagande i slaget kulminerade när det torpederades av jagare strax efter midnatt. Hon togs i på släp  av tyska torpedbåtar, men följande morgon hittade kryssaren HMS Dublin de retirerande fartygen. För att förhindra att Rostock tillfångatogs placerade tyskarna sprängladdningar ombord på henne och evakuerade besättningen innan de avfyrade torpeder i den skadade kryssaren så att hon sjönk.